# أمريكا ضد العالم
كتاب أمريكا ضد العالم: كيف نكون مختلفين ولماذا نحن مكروهون" هو كتاب غير خيالي كتبه أندرو كوهوت وبروس ستوكس في عام 2007 حول السياسة الخارجية للولايات المتحدة وأسباب كره الأمريكيين في بلدان أخرى. كوهوت هو رئيس سابق للجمعية الأمريكية لبحث الرأي العام والمجلس الوطني للاستطلاعات العامة.
يتكون الكتاب من 91000 مقابلة أجريت في 50 دولة وجمعتها مؤسسة صناديق بيو الخيرية وغيرها من المنظمات. وجدوا أن الأميركيين فريدون وأن الاختلافات في وجهات النظر بين الأميركيين وغيرهم بشأن مجموعة من المواضيع، بما في ذلك السعادة والإيمان الديني والفردية، هي أمر ملفت للنظر. قال المؤلفون إنهم يعتقدون أن معاداة الولايات المتحدة تتعلق عادة بسياسات الحكومة الأمريكية، كان العالم دائمًا «يحتفظ بالأميركيين بتقدير أعلى من أمريكا». لكن اليوم، فإن غير الأميركيين «يزدادون موازنة بين الشعب الأمريكي والحكومة الأمريكية».
قالوا أيضًا إنهم يعتقدون أن لدى الأمريكيين رد فعل مختلف على الأشخاص من جنسيات أخرى في القرن الحادي والعشرين بعد أن أصبحت القيم الليبرالية والديمقراطية مهمة في السياسة الأمريكية في القرن التاسع عشر. أهم الاختلافات بين الأميركيين وغيرهم كانت القدرة على تشكيل حياتهم الخاصة وحل المشكلات الاجتماعية باستخدام الإجراءات الحكومية. ونتيجة لذلك، فإن الأميركيين أقل ثقة في منظمات مثل الأمم المتحدة. اعتمد كوهوت وستوكس على تقييم معاصر لاستنتاج أليكسيس دي توكفيل المتناقض حول الاستثنائية الأمريكية.

## محتوى
أمريكا ضد العالم تحقق في تأثير رئاسة جورج دبليو بوش في المجتمع الأمريكي. في رأي المؤلفين، ليس بوش هو الشخص الوحيد الذي يتحمل مسؤولية النظرة السيئة للعالم إلى الولايات المتحدة. ووفقًا للكتاب، فإن معاداة أمريكا ناتجة عن تصرفات الولايات المتحدة في أمريكا الجنوبية وأمريكا اللاتينية، قامت أمريكا برعاية أعمال في غواتيمالا، ومشاركة الولايات المتحدة في الأحداث في إيران عام 1953 وثورة 1979، الدعم الأمريكي للقمع أثناء الحرب الباردة.
كتب أندرو كوهت وبروس ستوكس أن معاداة الولايات المتحدة كان لها انبعاث خلال رئاسة جورج دبليو بوش. لقد كتبوا عن الغضب الدولي تجاه الأمريكيين من خلال تحديد مصادر المقابلات التي أجريت في 50 دولة جمعتها مؤسسة بيو وغيرها من المنظمات. يشكل العمل الأمريكي ضد الإرهاب جزءًا من المشاعر المعادية لأمريكا في البلدان الأخرى. تظهر استطلاعات مركز كوهوت للأبحاث في مركز كوهوت أن الرأي الدولي للولايات المتحدة انخفض تحت رئاسة بوش. لم يكن هذا من هجمات 11 سبتمبر 2001 ولكن منذ فوزه بالرئاسة.
وفقًا للكتاب، تركز معاداة أمريكا على سياسات الحكومة الأمريكية. وفقًا لاستطلاعات الرأي، «الشعب الأمريكي، على عكس بعض قادته، لا يسعى إلى التحول إلى أيديولوجيته» و 60 في المائة من الأميركيين يعتبرون ثقافتهم «أفضل من الآخرين». تعني أهمية أمريكا مع الدول الأخرى وردود أفعالها تجاه الأحداث العالمية أنها غير راغبة في الجهود والمؤسسات المتعددة الجنسيات، ومقارنة بمواطنين الدول الأخرى التي يولون اهتمامًا أقل لها.
يكتب كوهوت وستوكس أن الأميركيين منخرطون في أنفسهم، وأن جورج دبليو بوش يعكس أمريكا الحقيقية للآخرين، وأن تغيير هذه الظروف يحتاج إلى تغيير القادة وأفكار الشعوب. وقال الكتاب: «الأميركيون يعتبرون أنفسهم ملوك وملكات من حفلة موسيقية في العالم». وفقًا للكتاب، يعتمد الأمن الأمريكي على نموه الأخلاقي المتزايد؛ «العظمة الأمريكية» ليست بحاجة إلى دلالات عسكرية، بل تحتاج إلى استثنائية تستحق الطموح إليها.

## استقبال
كتبت جوليانا جيران بيلون: «أندرو كوهت، مدير مركز بيو لبحوث الناس والصحافة، ومستشار بيو، بروس ستوكس، كاتب عمود الاقتصاد الدولي في المجلة الوطنية، يعرض نتائج المسوحات التي أجراها مركز بيو خلال الدورة. من عقد من الزمان في كتابهم.»
يعتقد جيران بيلون أن كتاب أمريكا ضد العالم قد تم توثيقه بشكل مناسب. أظهروا عمق العزلة الولايات المتحدة الأمريكية ينمو باستخدام التحليلات والتقارير. قال كوهان وستوكس إن «الولايات المتحدة» لا تشير فقط إلى السياسات الأمريكية بل إلى الشعب الأمريكي تمامًا ظاهرة جديدة. ذكر جيران بيلون أيضًا، أن حرب 2001 مع أفغانستان كانت حادثة البداية بالنسبة للولايات المتحدة لفقد وجهها بين الناس الآخرين، وتظهر البيانات دوامة هبوط حادة في هذا الوقت. بعد ذلك، وقع حادث آخر هو الحادي عشرمن سبتمبر، وحرب العراق أثرت على الولايات المتحدة لتفقد وجهه مرة أخرى. في هذا الكتاب، تكون نتائج البيانات والواقع قريبة من بعضها البعض، مما يجعل هذه الدراسة ذات قيمة خاصة. بالإضافة إلى استطلاعات الرأي لنحو 38000 شخص من أربعة وأربعين دولة، أجرى بيو أيضًا مسوحات في الولايات المتحدة. وقال جيران بيلون إن النتائج رائعة.
كتب والتر راسل ميد عن الكتاب، كوهوت وستوكس يخلقان مشاكل دائمة طالما أن أكثر الناس فردية ضد معظم الشعب الأمريكي. يعتقد أن معظم الأميركيين يميلون إلى أن يكونوا أكثر فاعلية من معظم الناس فيما يتعلق بقدرتهم على تشكيل حياتهم الخاصة ويرغبون في استخدام الإجراءات الحكومية لحل المشاكل الاجتماعية على هذا الكوكب ويجعل الولايات المتحدة الأمريكية تواجه قبيحة في العالم. كما قال والتر، تقوم كوهوت وستوكس بإنشاء مركز بيانات يمكن فهمه لكتابهما، كما أن نتائج استطلاعاتهما العالمية تجعل كتابهما مثيرًا للاهتمام.

## وصلات خارجية
- Robert Wright (مايو 2006). "Offshore Balancing: An idea whose time has come". فورين بوليسي. مؤرشف من الأصل في 2015-09-13.